# Брехня, нахабна брехня й статистика
«Брехня, нахабна брехня й статистика» (повний варіант: «Існує три види брехні: брехня, нахабна брехня й статистика», англ. There are three kinds of lies: lies, damned lies, and statistics) — крилатий вислів, найвідоміша (й одна з кращих) критика прикладної статистики.

## Походження
Вислів став відомим завдяки Марку Твену, який в публікації «Глави моєї автобіографії» в журналі «Північноамериканський огляд» 5 липня 1907 року приписав його прем'єр-міністру Великої Британії Бенджаміну Дізраелі:
Цифри оманливі, особливо коли я сам ними займаюся; з цього приводу справедливим є вислів, приписуваний Дізраелі: «Існує три види брехні: брехня, нахабна брехня і статистика». — Марк Твен, 5 липня 1907
Цієї фрази немає в роботах Дізраелі, і вона не була широко відома ні за життя політика, ні невдовзі після смерті. У 2012 році математичний факультет Йоркського університету приписав авторство Чарльзу Ділку (1843—1911). Крім Дізраелі та Ділка, висловлювання приписували журналісту й політику Генрі Лабушер у (1831—1912) і, (помилково) самому Марку Твену.
В 1964 році К. Уайт (англ. Colin White) припустив авторство Франсуа Мажанді (1783—1855), який сказав фразу французькою: фр. Ainsi l’altération de la vérité qui se manifeste déjà sous la forme progressive du mensonge et du parjure, nous offre-t-elle au superlatif, la statistique («Модифікація правди, яка виявляється у вищому ступені неправди й лжесвідченні, має й суперлатив, статистику»). За словами Уайта, «світ потребував цієї фрази, і кілька людей могли б пишатися, придумавши її».

## Інтерес Марка Твена до статистики
Марк Твен згадав брехню і статистику в автобіографії, обговорюючи свою продуктивність як письменника (вимірювану в словах за годину). Виявивши, що в середньому він пише так само швидко, як і за 36 років до того, він вважав за потрібне супроводити ці відомості жартом про цифри, які підводять його, особливо коли він їх сам збирає. Інтерес Твена до статистики виявлявся й в інші моменти його життя. Так, під час інтерв'ю з Кіплінгом, він згадав, що його не цікавить художня література, він любить читати про різноманітні факти й статистику. Кіплінг був настільки здивований, що пізніше прокоментував, що так і не зрозумів, чи серйозно Твен говорив під час інтерв'ю. У своїй книзі «Життя на Міссісіпі» Твен демонструє можливості неакуратної екстраполяції даних:
| Ліві лапки | За останні 176 років Нижня Міссісіпі стала коротшою на 242 милі. Це в середньому трохи більше однієї милі й однієї третини за рік. Звідси кожна розсудлива людина, якщо вона не сліпа і не ідіот, може зробити висновок, що в старому верхньому оолітичному силурійському періоді, якому в наступному листопаді виповнюється мільйон років, Нижня Міссісіпі налічувала понад 1 300 000 миль в довжину і стирчала з Мексиканської затоки, як вудка. Міркуючи аналогічно, легко прийти до висновку, що через 742 роки довжина Нижньої Міссісіпі скоротиться всього лише до однієї милі й трьох чвертей, а Каїр і Новий Орлеан об'єднаються під керівництвом одного мера і загальної міської ради. Є все-таки щось привабливе в науці: можна отримати значні дивіденди в припущеннях від дріб'язкового вкладення фактів. | Праві лапки |